# Sámán (együttes)
A Sámán egy magyar heavy metal együttes. Beloberk István basszusgitáros alapította 1985-ben Budapesten. A Sámánra kezdetben a brit heavy metal új hulláma (Iron Maiden, Judas Priest) és Yngwie J. Malmsteen neo-klasszikus gitárjátéka volt hatással. 1992-ig különböző felállásokban és stílusokban próbált talpon maradni. Egyetlen nagylemezüket 2005 októberében adták ki.

## Történet
Az első felállásban Beloberk István mellett részt vett Sárközi Lajos gitáros, Csekő Gábor gitáros és Nagyfi Zoltán dobos. Csekő távozásával előbb Wéber Attila lett a gitáros, majd Nagyfi helyére Beloberk Zsolt dobos érkezett
. Az akkor még Crossfire néven működő együtteshez 1986-ban csatlakozott az énekes Molics Zsolt. A '86-os AORTA (Amatőrök Országos Rockzenei Találkozója) tehetségkutatón találkoztak a "virgázós" Ángyán Tamás gitárossal, aki aztán Wéber helyére került. A szintén akkoriban induló Ossian mellett a Sámán is ígéretes jövő előtt állt. Közösen szervezték meg a Metal Tornádó elnevezésű fesztivált, mely nagy szerepet játszott a fővárosi heavy metal élet megpezsdülésében a nyolcvanas évek második felében.
A második Sámán demón (Új hold, Hódító hadjárat) már Molnár 'Dickinson' Imre basszusgitározott. A demó dalaival szerepeltek az 1987-es "hírhedtté vált, katasztrofális" megszólalású Robbanásveszély válogatáson, majd sikeres koncerteket adtak a Pokolgép előzenekaraként. A tűzhöz azonban nem sikerült közel férkőzniük, nem kaptak felkérést egy nagylemez elkészítésére, így a lelkesedés és a lendület idővel elfogyott.
1989-ben, miután Beloberk István teljesítette a katonai szolgálatot visszatért, és dobos testvérével, valamint Ángyán Tamás gitárossal átalakították az együttest. A basszusgitáros Molnár után távozott Sárközi Lajos gitáros és az énekes Molics Zsolt is, akinek a helyére Fekete Zsolt érkezett az Árkádok együttesből. A stílus is módosult az akkor futó amerikai hard rock együttesek (Mr. Big, Dokken, Van Halen) mintájára, de a régi rajongók nem vették a lapot. 1990 nyarán Ángyán Tamás kilépett a Sámánból és hegedűművészként folytatta Nyugat-Európában. A koncerteken két régi tag: Sárközi Lajos és Wéber Attila gitárosok tűntek fel újra.
1991-ben újabb változások történtek. Fekete Zsolt énekestől megvált az együttes, és egy ideig a Jezabel énekes Szűts 'Tüdő' Attila segítette ki a Sámánt. Végül Molics Zsolt énekes visszatért és vele együtt érkezett a Classica zenekarból Fejes Zoltán gitáros. A másik gitáros Sárközi Lajos maradt, a ritmusszekciót pedig a Beloberk testvérek alkották továbbra is. Zenében a Sámán "amerikai" korszakát ötvözték a Classica neo-klasszikus power metal megközelítésével. Ez a felállás egy évig próbálkozott, főleg Ausztriában léptek fel, angol nyelvű dalokkal. Játszottak a Gamma Ray, a Sanctuary és a Fates Warning előzenekaraként.
A Sámán 1992 után szűnt meg. A zenekar tagjai olyan ismert magyar metal csapatokban játszottak később, mint az Ossian, az Omen, a Kalapács és a Cool Head Clan.

## A nagylemez
A Sámán aktív pályafutása alatt nem adott ki nagylemezt. A lehetőség több, mint egy évtizeddel a zenekar megszűnése után, 2005-ben érkezett el, amikor a Hammer lemezkiadó értékmentő vállalkozásában az 1980-as évek meghatározó – de ki nem adott nagylemezek híján az új évszázadra szinte feledésbe merült – magyar heavy metal zenekarai kaptak még egy esélyt.
Az első Sámán albumra a legsikeresebb 1987/88-as időszakban írt dalok kerültek fel, melyeket a zenekar 2005 áprilisában rögzített az Audioplanet stúdióban. A közreműködő zenészek közül egyedül a dobos Hornyák Balázs nem volt soha a Sámán tagja. Az eredeti dobos Beloberk Zsolt nem fogadta el a felkérést.

### Dalok
1. Intro – 1:10
2. Pszichopata – 2:46
3. Bombák – 3:28
4. Máglya – 3:48
5. Sámán – 4:19
6. Újhold – 4:15
7. Hódító hadjárat – 4:54
8. Inkvizíció – 3:09
9. Rossz kor, sok vér – 4:12
10. Még mindig várod – 3:20
11. Törj ki! – 4:39

- Zene: Sámán
- Szöveg: Molics Zsolt

### Közreműködők
- Molics Zsolt – ének
- Wéber Attila – gitár és szólógitár
- Beloberk István – basszusgitár
- Ángyán Tamás – szólógitár
- Sárközi Lajos – szólógitár
- Hornyák Balázs – dobok
- Petrás János – "grizzlymedve" vokál
- Jaya Hari Das – meditáció (a Sámán dal intrójában)